# فهرست زبان‌های جهان به ترتیب حروف الفبا
نام هر زبان با خط خودش در جلویِ نام فارسی آن آمده‌است.
در مورد زبان‌هایی که نامشان با خطی غیر از خط عربی یا لاتین نوشته شده، یا نیاز به آوانگاری دارند، تلفظ نام آنها نیز نوشته شده‌است.
بیش از ۷۱۰۰ زبان در دنیا وجود دارد.
در هر چهارده روز یک زبان تبدیل به زبان مرده می‌شود از دلایل آن می‌توان گرایش مردم به شهرهای بزرگ و همچنین فوت افراد بومی‌های آن زبان اشاره کرد.

## فارسی ایرانی
آنچه در زیر می‌بینید فهرستی الفبایی از زبان‌های زندهٔ جهان است. زبان‌هایی که امروزه به طور متداول استفاده نمی‌شوند، در این فهرست نیامده‌اند.

### آ
- آفریکانس Afrikaans
- زبان آدیگِبزه адыгэбзэ (ساجده)
- زبان آرامی
- زبان آستوری Asturianu
- زبان آسی Ирон (ایرون)
- زبان آلبانیایی Shqip
- زبان آلمانی Deutsch (دویچ)
- زبان آمهاری

### ا
- (زبان اچمی)Achimi (جنوب فارس وغرب هرمزگان و جنوب شرق بوشهر)
- زبان ادریسیش فاقد کلمات ث ع ح ض ذ ظ ط
- زبان اردو اردو
- زبان ارمنی Հայերեն (هایرن)
- زبان ازبکی Oʻzbekcha
- زبان اسپانیایی Español (اسپانیول)
- زبان اسپرانتو Esperanto (اِسپِرانتو)
- زبان استونیایی Eesti
- زبان اسلواکیایی Slovenčina
- زبان اسلوونیایی Slovenščina
- زبان اندونزیایی Bahasa Indonesia
- زبان انگلیسی English
- زبان فارسی Persian
- زبان اوکراینی Українська (اوکرائینسکا)
- زبان اویغوری ئۇيغۇر تىلى (اویغور تیلی)
- زبان ایتالیایی Italiano
- زبان ایرلندی Gaeilge
- زبان ایسلندی Íslenska
- زبان اراکی

### ب
- زبان باسکی Euskara
- زبان براهویی
- زبان بلاروسی Беларуская (بلاروسکایا)
- زبان بلغاری Български (بلگارسکی)
- زبان بلوچی Baloochi
- زبان بنگالی
- زبان بوسنیایی Bosanski
- زبان لری بختیاری
- زبان بلتی (Balti)

### پ
- زبان پرتغالی Português
- زبان پشتو پښتو

### ت
- زبان تاتاری Tatarça
- زبان تاتی تاتی زوان
- زبان تاگالوگ
- زبان تالشی تؤلشه زوؤن
- زبان تاجیکی
- زبان تایلندی ภาษาไทย
- زبان ترکمنی
- زبان ترکی  آذربایجانی Azərbaycan dili(آذربایجان دیلی)
- زبان ترکی استانبولی Türkçe
- زبان ترکی خراسانی
- زبان ترکی قشقایی

### ج
- زبان جاوه‌ای Basa Jawa

### چ
- زبان چکی Česká
- زبان چواش Чӑваш (چواش)
- زبان چینی 中文

### د
- زبان دانمارکی Dansk
- زبان دری فارسی
- زبان دزفولی هخامنش‌های قدیم در ایران

### ر
- زبان راژی Raji
- زبان روسی Русский (روسکی)
- زبان رومانیایی Română

### ژ
- زبان ژاپنی 日本語 (نی هون گُ)

### س
- زبان سمنانی (سمنی واژا)
- زبان سواحیلی Kiswahili
- زبان سوئدی Svenska
- زبان سومالی af Soomaali
- زبان سیسیلی Sicilianu
- زبان سینهالی Sinhalese
- ساکسونی جنوبی Plattdüütsch
- سانسکریت संस्कृतम्

. (زبان سیستانی) sistani

### ش
- زبان شوشتری[شهری]
- زبان شامپنوآ

### ص
- زبان صربی Српски (سرپسکی)

### ع
- زبان عبری עברית (ایوْریت)
- زبان عربی العربیة

### ف
- زبان فارسی (زبان پارسی)
- زبان فرانسوی Français (فِرانسه)
- زبان فنلاندی Suomi
- فریزی غربی Frysk

### ق
- زبان قرقیزی
- زبان قزاقی

### ک
- زبان کرواتی Hrvatski
- زبان کره‌ای 한국어
- زبان کردی شمالی kurdî ên bakûrî
- زبان کردی میانی کوردیی ناوین
- زبان کردی جنوبی کوردیی باشووری
- زبان کردی اورامی هۆرامییەن
- زبان کردی زازاکی kurdikî zazakî
- کاتالان Català

### گ
- زبان گالیسی Gàidhlig
- زبان گرجی ქართული
- زبان گیلکی گیلٚکی
- زبان گِیلیک اسکاتلندی Galego

### ل
- زبان لاتین Latina
- زبان لتلندی Latviešu
- زبان لری لٛۏری شۊمالی
- زبان لری لٛۏری دۉمنی
- زبان لری لٛۏری بختؽاری
- زبان لاکی
- زبان لکی
- زبان لاکوتا
- انیایی Lietuvių

### م
- زبان ماراتی मराठी
- زبان مازندرانی یا طبری (مازرونی یا تبری)
- زبان مالایی Bahasa Melayu
- زبان ماندارین
- زبان مجاری Magyar
- زبان مغولی Монгол (مونگول)
- مین جنوبی Bân-lâm-gú
- زبان مولداویایی
- زبان مائوری

### ن
- زبان نپالی
- زبان نروژی Norsk
- نروژی نو Nynorsk (نونورسک)
- زبان نمیدو иӏмфо
- زبان نورمان
- زبان ناواهو

### و
- زبان والونی Walon
- زبان والنسیایی
- زبان ولزی Cymraeg
- زبان ویتنامی Tiếng Việt

### ه
- زبان هلندی Nederlands
- زبان هندی हिन्दी
- زبان هوسایی
- هندی باستانی

### ی
- زبان یاقوتی
- زبان یونانی Ελληνικά (اِلینیکا)

## زبان‌های مرده
- زبان اوستایی
- زبان پهلوی

(پارسی میانه) فارسی
زبان مصری (باستان)
زبان (پادشاهی) دبلخانان
- زبان لاتین:صرفاً برای موارد مذهبی (در واتیکان)مورد استفاده است.

- اسپرانتو Esperanto
- [زبان میانجی] (زبان پایمرد) Interlingua
- انگلولاتین
- ایدو Ido
- تراین
- تیمیرو
- سول-ره-سول
- لوترا[۱]
- نوویال
- ولاپوکvolapuk